# John B
Джон Брин Уильямс (англ. John Bryn Williams; род. 12 июля 1977 года, Мейденхед, графство Беркшир, Англия), более известный как John B — британский диджей и продюсер электронной музыки. Он широко известен из-за его экстравагантной одежды и безумной прически, а также за созданные им авангардные композиции в жанре драм-н-бейс.

## Биография
Уильямс начал писать музыку в возрасте 14 лет, он является владельцем собственного лейбла Beta Recordings. Занял первое место среди 100 лучших диджеев в жанре драм-н-бейс по данным на 2009 год. 

## Основная дискография
- Visions (1997)
- Catalyst (1999)
- Future Reference (2001)
- Brainstorm (2002)
- In: transit (2004)
- American Girls (2004)
- Electrostep (2006)
- To Russia With Love (2008)
- Light Speed (2012)